# Steff Gruber
 (avril 2020).
- Si vous ne connaissez pas le sujet, laissez ce bandeau (vous pouvez alors contacter les auteurs).
- Si vous supprimez le contenu mis en cause (vous pouvez préalablement contacter les auteurs),

argumentez précisément cette suppression dans la page de discussion
(un manque de référence n'est pas un argument ; une recherche réelle de référence doit avoir été effectuée, être formellement documentée).
 (avril 2020).
 (avril 2020).
 (mai 2023).
La mise en forme du texte ne suit pas les recommandations de Wikipédia : il faut le « wikifier ».
Les points d'amélioration suivants sont les cas les plus fréquents. Le détail des points à revoir est peut-être précisé sur la page de discussion.
- Les titres sont pré-formatés par le logiciel. Ils ne sont ni en capitales, ni en gras.
- Le texte ne doit pas être écrit en capitales (les noms de famille non plus), ni en gras, ni en italique, ni en « petit »…
- Le gras n'est utilisé que pour surligner le titre de l'article dans l'introduction, une seule fois.
- L'italique est rarement utilisé : mots en langue étrangère, titres d'œuvres, noms de bateaux, etc.
- Les citations ne sont pas en italique mais en corps de texte normal. Elles sont entourées par des guillemets français : « et ».
- Les listes à puces sont à éviter, des paragraphes rédigés étant largement préférés. Les tableaux sont à réserver à la présentation de données structurées (résultats, etc.).
- Les appels de note de bas de page (petits chiffres en exposant, introduits par l'outil «  Source ») sont à placer entre la fin de phrase et le point final[comme ça].
- Les liens internes (vers d'autres articles de Wikipédia) sont à choisir avec parcimonie. Créez des liens vers des articles approfondissant le sujet. Les termes génériques sans rapport avec le sujet sont à éviter, ainsi que les répétitions de liens vers un même terme.
- Les liens externes sont à placer uniquement dans une section « Liens externes », à la fin de l'article. Ces liens sont à choisir avec parcimonie suivant les règles définies. Si un lien sert de source à l'article, son insertion dans le texte est à faire par les notes de bas de page.
- La présentation des références doit suivre les conventions bibliographiques. Il est recommandé d'utiliser les modèles {{Ouvrage}}, {{Chapitre}}, {{Article}}, {{Lien web}} et/ou {{Bibliographie}}. Le mode d'édition visuel peut mettre en forme automatiquement les références.
- Insérer une infobox (cadre d'informations à droite) n'est pas obligatoire pour parachever la mise en page.

Pour une aide détaillée, merci de consulter Aide:Wikification.
Si vous pensez que ces points ont été résolus, vous pouvez retirer ce bandeau et améliorer la mise en forme d'un autre article.
Steff Gruber, né le 3 avril 1953 à Zurich, est un cinéaste, photographe, auteur entrepreneur et pionnier dans les télécommunications et Internet.

## Biographie
Steff Gruber est le fils du peintre Hannes Gruber et d’Annemarie Gruber-Vogelsanger. Il grandit à Oberrieden, sur les rives du lac de Zurich. Son plus grand rêve est de devenir pilote et inventeur. Il interrompit pourtant prématurément sa formation d’électronicien décidant de vouloir devenir cinéaste. Cependant, Gruber n’a pas encore choisi définitivement un métier. Il préfère marier différentes identités professionnelles, se définissant comme un artiste, technicien et entrepreneur. En tant que pilote, il a effectué des vols dans les Alpes suisses, ainsi que des vols en taxi et des vols privés en Europe jusqu'en 2022.

## Film
Pendant et après sa scolarité au lycée Juventus de Zurich, Steff Gruber assiste à partir de 1972 aux cours de cinéma de Dr Martin Schlappner, Viktor Sidler, Georg Radanowicz et Sebastian C. Schröder à l’université de Zurich, à l’ETH de Zurich et à la F+F, école de graphisme (Zurich). Pendant ses deux ans d’études à l’école de graphisme, il étudie chez Doris Stauffer, Serge Stauffer, Hansjörg Mattmüller et Peter Jenny. À côté, il gagne sa vie en travaillant comme photographe publicitaire et cinéaste.
En 1974, il étudie une année les concepts des médias de masse à l’Université de Géorgie. C’est là qu’il rencontre le peintre et cinéaste James Herbert. Cette amitié marque profondément Gruber et influence toujours son œuvre.
Dans les années 1970 il est l’un des premiers réalisateurs à s’intéresser au genre du docufiction.
En Géorgie, Steff Gruber réalise son premier long métrage en 1976, un docufiction intitulé Moon in Taurus, qu’il termine en 1980. Le film est consacré aux codes dans les couples et se pose la question de la rupture. Dans sa première version, le film comporte des entretiens avec Cindy Wilson (The B-52's) et Silver Thin (Andy Warhol Factory), passages qui ont été coupés dans la version finale. Ce film suscite un grand intérêt international surtout en raison de sa réalisation formelle inhabituelle. La sélection, effectuée à partir de 15 heures de matériau documentaire filmé, lui permet de créer une nouvelle manière de combiner fiction et documentation. Le film est sélectionné au festival de Mannheim.
De retour en Suisse, il devient brièvement l’assistant du peintre américain Sam Francis (avec lequel il travaille sur un projet cinématographique consacré à C.G. Jung). En tant que cadreur, il travaille pour l’artiste Isa Hesse-Rabinovitch et le cinéaste Erich Langjahr.
C’est également aux États-Unis que Grubers réalise son deuxième film Fetish & Dreams en 1982. Tourné à New York, il est le prolongement thématique et formel du précédent. Avec son deuxième long métrage, Gruber s’engage également dans une nouvelle voie sur un plan technique. Grâce à un procédé qu’il développe lui-même, le film, à l’origine tourné en de manière électronique en vidéo, est ensuite copié en 35 mm devenant ainsi le premier transfert vidéo à être projeté dans les cinémas suisses. Fetish & Dreams est projeté pour la première fois en 1985 au Festival international de Locarno en compétition et remporte le prix « de l’originalité de la conception dans le maniement d’éléments de films documentaires et de films de fiction ». Le film est présenté à différents festivals dans le monde.
Pendant le tournage, Steff Gruber, par l’intermédiaire de son cadreur Rainer Klausmann, fait la connaissance du cinéaste allemand Werner Herzog. Celui-ci l’invite en 1987 à l’accompagner sur le tournage de son film Cobra Verde au Ghana. C’est à cette occasion qu’il tourne le film Location Africa qui documente le tournage et la dernière collaboration entre Werner Herzog et Klaus Kinski.
Entre 1991 et 1995, Steff Gruber se consacre à son nouveau film qu’il veut dédier aux codes érotiques dans les rapports humains. Après avoir déjà tourné plus de 120 heures sur le sujet, il voit les médias récupérer le sujet et il arrête de travailler sur ce film. Treize ans plus tard, Secret Moments est finalement achevé. Le film, créé uniquement à partir des séquences originales, est une réflexion sur le projet cinématographique et son échec à l’époque.
Entre 2005 et 2011 Gruber réalise, avec Jürg Hassler comme cadreur, le documentaire Passion Despair,en Moldavie. La première du film a lieu en 2011, lors du Festival du film documentaire de Dantzig. Le nouveau film de Gruber, Fire Fire Desire, se passe en Asie du Sud-Est et raconte une odyssée inspirée du conte de Joseph Conrad, Au cœur des ténèbres (1899).
En tant que réalisateur de film d’auteur, Steff Gruber travaille plusieurs années sur chacun de ses films. Pas seulement parce qu’il se charge lui-même du moindre détail jusqu’à l’affiche, mais aussi parce que Gruber réalise également d’autres projets à côté de son activité cinématographique. Il enseigne en effet également dans différentes écoles et universités, comme à l’école supérieure de Constance (1994-1997) où il est chargé des cours sur le cinéma et les médias électroniques.

## Photographie
Depuis 1970, le thème de la photographie est central chez Gruber. Au cours de ses études à l’école de graphisme F+F, il travaille non seulement comme cinéaste, mais aussi comme photographe de presse pour Keystone Press. En 1977, Gruber expérimente de nouveaux procédés photographiques permettant de fusionner la diapositive positive avec l’image instantanée. Un procédé qu'il nomme Diatypie. Avec ses projets artistiques SEXTOX.COM et webdesire.com dans les années 1990, Gruber cherche des images pornographiques sur Internet avec des « bots », c’est-à-dire de manière entièrement automatisée, pour les intégrer ensuite sous une forme modifiée dans ses installations artistiques.
Attiré par le documentaire, Gruber commence à photographier des reportages dans divers pays où les thèmes humains et les préoccupations humanistes sont au premier plan. Beaucoup de ses séries de photos sont le résultat de plusieurs années de travail, au cours desquelles il retourne voir les lieux et les personnes à plusieurs reprises. La série sur les villages flottants du lac Tonlé Sap au Cambodge constitue un de ses reportages sur le long terme.
En tant qu’éditeur, Steff Gruber fonde le magazine indépendant TOX à but non commercial, qui se considère comme une plateforme au format libre pour la photographie et d’autres disciplines artistiques. Le premier numéro du magazine est consacré à Jürg Hassler, artiste et cinéaste suisse, et met l’accent sur son travail photographique, principalement réalisé dans les années 1960 alors qu’il était photographe de reportage en Suisse, en France et en Italie.
Au cours de la crise de la pandémie du Covid-19, Gruber fonde la Lumiere.Gallery en avril 2020. Elle vise à fournir une plateforme aux photographes par le biais d’expositions de photos numériques.

## Internet
Steff Gruber est un hacker de la première heure. Ce pionnier de l’Internet surfe déjà dans le cyberespace, composé alors uniquement d’ordinateurs gouvernementaux, militaires et universitaires. En 1980 il crée, avec son association « Cultnet », destinée aux passionnés de la toile, le premier Fournisseur d’accès à Internet de Suisse (FAI). Le premier « internet public par ligne téléphonique », Cultnet.uucp (qui deviendra cultnet.com puis cult.net), est au départ un service gratuit pour les utilisateurs enregistrés. L’association CULTNET e.V. Communication Society for Art & Science est destinée à mettre en place notamment un moyen de communication proposant une base de données culturelle aux cinéastes. Malheureusement, le succès n'est pas au rendez-vous. Gruber reste pendant plus de dix ans le seul bénéficiaire de cet accès Internet. Le concept de Cultnet se distingue des fournisseurs d’accès Internet suivants par son mode de financement et son objectif. À but non lucratif, il est parfois tributaire des sponsors. La société NETLINK AG est fondée en 1989. Le capital-risque nécessaire n’a cependant pas pu être rassemblé, parce qu'aucun des donneurs potentiels ne croit aux histoires d’un Internet mondial. En 1991, 180 utilisateurs profitent de Cultnet pour échanger des idées et des informations. Steff Gruber, avec sa société Pixxel.com, conçoit des domaines avec des noms caractéristiques pour donner naissance à des identités Internet. Il propose également des services. C'est ainsi qu’en 1995, le premier moteur de recherche suisse voit le jour : web.ch. Gruber crée et vend des noms Internet tels que MICROMANIA.COM ou encore LOVEIT.COM. C’est pourtant avec la vente d’un autre domaine qu’il fait sensation dans les médias en 2000. Lorsque le géant Microsoft baptise sa nouvelle console Xbox, il ne sait pas que le nom Internet XBOX.COM est déjà la propriété de Steff Gruber depuis des années,. La vente de domaines Internet permet ainsi à Steff Gruber de réaliser de nombreux projets.
Gruber travaille avec Internet dans divers domaines, dont des projets artistiques tels que l’installation multimédia webdesire.com/project02, qui voit le jour en 2001 dans la Maison jaune à Flims lors de l’exposition Die Schaukel. Eine Ausstellung zu Erotik.

## Technologie radio
Gruber est resté radioamateur, passion qu’il a depuis sa jeunesse. C’est avec le HB9FXL qu’il exploite une station radio à ondes courtes, dont il se sert également comme laboratoire d'expériences. Avec un groupe de passionné, il fonde l'association Wave Factory. Association interdisciplinaire, elle a pour objectif d’étudier l’ionosphère et de développer de nouvelles formes d’antennes. Elle sert également d’interface entre haute-technologie, art et sciences. Les expéditions de Gruber, comme notamment celle qu'il entreprend au Cambodge en 2016 avec le signal XU7AKB, où il utilise un émetteur à ondes courtes, montrent qu’il est assoiffé de connaissances, à la recherche perpétuelle de nouvelles expériences.
Depuis 2016, il collabore au magazine pour radioamateurs HBradio, où il écrit régulièrement des articles dans la série « Newcomer ».

## Entreprise
Steff Gruber fonde en 1973 sa première entreprise, Steff Gruber Enterprises. Graphiste, cinéaste et technicien, il réalise, en union personnelle, ses premiers films d'auteur, spots publicitaires pour la télévision, films industriels et crée des affiches et des réclames.
En 1976, il fonde, avec René Grossenbacher, la société ALIVE Productions GmbH, qui est devenue la société publicitaire culturelle ALIVE Media AG. Cette société, qu'il dirige encore aujourd’hui, est la société de distribution leader de la publicité culturelle en Suisse. Depuis 2004, cette société est partenaire du leader suisse Modul AG de Lucerne.
La librairie EBS, Erotic Book Store, voit le jour en 1995 à Zurich. Cette boutique est la première librairie érotique d'Europe proposant une grande offre d'imprimés allant des livres de sensibilisation aux ouvrages spécialisés, en passant par les romans et les livres de photographies. Elle existe pendant dix ans et fait largement parler d'elle sur le plan médiatique,. En 1998, Gruber ouvre, avec le commissaire-priseur Peter Simon, la galerie PAGE, Print and Graphic Éditions, un forum consacré à la lithographie.
Aujourd’hui, Steff Gruber est directeur de la société ALIVE Media AG, de la société de production cinématographique KINO.NET AG et de l’entreprise Internet media.ch AG. Il est également au conseil d'administration de la société publicitaire culturelle Modul AG et président de WaveFactory.

## Expositions de photographie
- 2024 : State of The World, exposition collective, Galerie 24b, Paris[17]
- 2024 : Chania International Photo Festival, exposition de groupe, Crète[18]
- 2024 : Reportage Exposition, The Glasgow Gallery of Photography, Exposition de groupe[19]
- 2024 : Displaced, exposition en ligne, LUMIERE.GALLERY[20]
- 2023 : Chelsea International Photography Competition, exposition de groupe, Agora Gallery, New York City, USA[21]
- 2023 : photoSchweiz, Zurich[22]
- 2022 : 11th Annual International Photography Competition, exposition de groupe, Florida Museum of Photographic Arts, Tampa[23]
- 2022 : Hoch3, Zurich Witikon[24]
- 2022 : photoSchweiz, Zurich
- 2022 : FOTO WIEN, Café Prückel, Vienne[25]
- 2021 : photoSchweiz, Zurich
- 2021 : PORTRAITS - Hellerau Photography Awards, exposition finaliste aux Technische Sammlungen Dresden[26]
- 2020 : New Talents, exposition de groupe, PEP - Photographic Exploration Project, Bpart Berlin[27]
- 2020 : The International Street Photography Exhibition, exposition de groupe, Glasgow Gallery of Photography, Glasgow
- 2020/21 : Cambodian Stills, exposition en ligne, LUMIERE.GALLERY[28]
- 2020 : Living on Water, exposition en ligne, LUMIERE.GALLERY[29]
- 2002 : SEXTOX #1 Musée Baviera, Zurich (Lamda-Prints)
- 2002 : SEXTOX #1 Art 2002 Zurich, 8e Salon international de l'art contemporain
- 1977 : Artistes zurichois dans les salles de la Züspa (Polaroids)
- 1972 : Artistes zurichois dans les salles de la Züspa (photos)

## Prix de la photographie
- 2025 : Médaille de bronze aux FotoSlovo Awards[30]
- 2025 : Nomination aux Fine Arts Photography Awards (FAPA)[31]
- 2025 : Médaille d'or aux Muse Photography Awards[32]
- 2024 : Mention honorable aux Annual Photo Awards[33]
- 2024 : Médaille de bronze au Prix de la Photographie Paris (PX3)[34]
- 2024 : Nomination pour le People's Vote Award en catégorie portrait[35]
- 2024 : Mention d'honneur aux ND Awards[36]
- 2024 : Mention d'honneur aux International Photography Awards (ipa)[37]
- 2024 : Platine aux European Photography Awards[38],[39]
- 2024 : Bronze au Prix de la Photographie de Paris[40]
- 2024 : Vainqueur de platine et d'or aux Muse Awards[41],[42]
- 2023 : Mention honorable aux Annual Photography Awards[43],[44]
- 2023 : Gagnant et gagnant d'argent dans la catégorie photographie noir et blanc aux New York Photography Awards[45]
- 2023 : Mention honorable au concours Black & White Photo Contest[46]
- 2023 : Nomination au World Photo Annual 2023 lors des refocus Awards[47]
- 2023 : 3ème place aux ND Awards dans la catégorie Photo Essay / Story[48]
- 2023 : Mention honorable aux International Photo Awards (IPA)[49]
- 2023 : Bronze au Prix de la Photographie de Paris[50]
- 2023 : Nomination pour le People's Vote Award lors des reFocus Awards
- 2023 : Mention honorable aux Monovisions Black & White Photography Awards[51]
- 2023 : Mention honorable au Esperanza Pertusa International Photography Award[52]
- 2023 : Gagnant de l'exposition individuelle jugée en ligne pour le mois de juin du magazine en ligne All About Photo[53]
- 2023 : Prix d'or et d'argent aux Muse Photography Awards
- 2022 : Mention honorable au Annual Photography Awards (APA)[54]
- 2022 : Nomination pour le prix du vote du public au concours de photo noir et blanc organisé par reFocus Awards[55]
- 2022 : Bronze au Tokyo International Foto Awards (tifa)[56]
- 2022 : Mention honorable au Budapest International Foto Awards (bifa)[57]
- 2022 : Mention honorable aux International Photography Awards (IPA)[58]
- 2022 : Liste des finalistes au concours de photographie PX3 "State of the World"[59]
- 2022 : Bronze au PX3 Prix de la Photographie Paris[60]
- 2022 : Mentions honorables aux Monovisions Photography Awards[61],[62]
- 2022 : Sélectionné aux Global Photo Awards (GPA)[63]
- 2022 : Sélectionné au Helsinki Photo Festival[64]
- 2022 : Nomination aux Fine Art Photography Awards (FAPA)[65]
- 2022 : Gagnant d'argent aux Muse Photography Awards[66]
- 2021 : Mention honorable à l'Annual Photography Awards[67]
- 2021 : Gagnant d'argent aux Tokyo International Foto Awards (Tifa)[68]
- 2021 : Gagnant de l'or aux New York Photography Awards[69]
- 2021 : Mention honorable aux Budapest International Foto Awards (Bifa)[70]
- 2021 : Mention honorable aux ND Awards[71]
- 2021 : Mention honorable au PX3 Prix de la Photographie Paris[72]
- 2021 : Médaille d'or aux Muse Photography Awards[73]
- 2021 : Liste des finalistes au Vienna International Photo Award[74]
- 2021 : Nominations aux Fine Art Photography Awards (FAPA)[75],[76]
- 2021 : Nominations au concours mondial de photographie PHOTO IS LIGHT
- 2021 : Mention honorable au Tokyo International Foto Awards[68]
- 2020 : Mention honorable aux Monochrome Awards[77]
- 2020 : Mention honorable aux Chromatic Awards[78]
- 2020 : Mention honorable aux Budapest International Foto Awards (Bifa)[79]
- 2020 : Lauréat du Festival de photographie Luminous Frames[80]
- 2020 : Mentions honorables aux Monovisions Photography Awards[81]
- 2020 : Cinq nominations aux Fine Art Photography Awards (FAPA)[82],[83],[84],[85],[86]

## Filmographie
- 1972 : Portrait (court métrage)
- 1973 : Tourist Information (court métrage)
- 1980 : Moon in Taurus (docufiction)
- 1984 : Wo Männer zu erscheinen haben (court métrage)[87]
- 1985 : Fetish & Dreams (docufiction)
- 1987 : Location Africa (documentaire)
- 2006 : Secret Moments (docufiction)
- 2011 : Passion Despair (ciné documentaire)
- 2017 : Fire Fire Desire (long métrage)

## Publications de Steff Gruber
- Alt und Jung in Asien, Série de publications, texte: Urs Schoettli, Stiftung Vontobel 2021
- Gruber, Steff (Éd.), TOX. Jürg Hassler, Zürich 2013.  (ISBN 978-3-9523784-0-3)
- Gruber, Steff, Location Africa: Gespräche mit Werner Herzog von Steff Gruber, en: Édition Stemmle (Éd.), Werner Herzog Cobra Verde - Filmbuch, Schaffhausen 1987, 113-137 p.  (ISBN 3-7231-0375-8)
- Gruber, Steff, Who ist Steff Gruber HE9GRQ (Mai 1967)?, en: HBradio. Swiss Radio Amateurs, 6/2015, S. 51-55.  (ISSN 1662-369X)
- Gruber, Steff, Newcomer I, en: HBradio. Swiss Radio Amateurs, 2/2016, 51-55 p.  (ISSN 1662-369X)
- Gruber, Steff, Newcomer II, en: HBradio. Swiss Radio Amateurs, 3/2016, 49-51 p.  (ISSN 1662-369X)
- Gruber, Steff, Newcomer III: Propagation – eine Einführung, in: HB radio. Swiss Radio Amateurs, 6/2016, 43-49 p.  (ISSN 1662-369X)